# Facticité
 (février 2025).
En philosophie, facticité (de l'allemand: Faktizität)  a de multiples significations — de la « factualité » et de la « contingence » aux conditions insolubles de l’existence humaine.

## Première utilisation
Le terme a été utilisé pour la première fois par le philosophe allemand Johann Gottlieb Fichte (1762-1814) et possède diverses significations. Il peut se référer à des faits et à la factualité, comme dans le positivisme du XIXe siècle, mais il se réfère aussi à ce qui résiste à l'explication et à l'interprétation chez Wilhelm Dilthey et le néokantisme. Les néo-kantiens opposaient la facticité à l'idéalité, comme le fait Jürgen Habermas dans Between Facts and Norms (Faktizität und Geltung).

## Heidegger
Le philosophe allemand Martin Heidegger (1889–1976) parle de « facticité »  comme d'un individuel « être-jetée » (Geworfenheit), c'est-à-dire que les individus sont « jetés dans le monde ». Il ne se réfère pas ici seulement à un fait brut ou à la factualité d'une situation historique concrète, par exemple « née dans les années 80 ». La facticité est quelque chose qui informe déjà et qui a été intégré dans l'existence, même si elle passe inaperçue ou n'est pas prise en compte. En tant que telle, la facticité n’est pas quelque chose que les individus rencontrent et voient directement. Dans les humeurs, par exemple, la facticité a une apparence énigmatique, qui implique à la fois de se tourner vers elle et de s’en éloigner. Pour Heidegger, les humeurs sont des conditions de pensée et de volonté auxquelles ils doivent répondre d’une manière ou d’une autre. Le caractère humain de l'être-jeté (ou Dasein) se révèle donc à travers les humeurs.

## Sartre et Beauvoir
Dans les œuvres du milieu du XXe siècle des existentialistes français Jean-Paul Sartre (1905–1980) et Simone de Beauvoir (1908–1986), la facticité signifie l’ensemble des détails concrets sur lesquels la liberté humaine existe et est limitée. Il peut s’agir par exemple de l’heure et du lieu de naissance, d’une langue, d’un environnement, des choix antérieurs d’un individu, ainsi que de la perspective inévitable de sa mort. Par exemple : actuellement, la situation d’une personne qui naît sans jambes l’empêche de marcher librement sur la plage ; si la médecine du futur développait une méthode permettant à cette personne de faire pousser de nouvelles jambes, sa facticité pourrait ne plus exclure cette activité.

## Utilisation récente
La facticité est un terme qui prend un sens plus spécialisé dans la philosophie continentale du XXe siècle, en particulier dans la phénoménologie et l'existentialisme, notamment chez Edmund Husserl, Martin Heidegger, Jean-Paul Sartre, Maurice Merleau-Ponty et Theodor Adorno. Des philosophes récents tels que Giorgio Agamben, Jean-Luc Nancy, Byung-Chul Han et François Raffoul ont repris la notion de facticité de manière nouvelle[réf. nécessaire].
La facticité joue un rôle clef dans le projet philosophique de Quentin Meillassoux visant à remettre en question la relation pensée-monde du corrélationnisme. Meillassoux la définit comme « l'absence de raison pour toute réalité ; autrement dit, l'impossibilité de fournir un fondement ultime à l'existence de tout être. » 